# Eishockey-Bundesliga 1958/59
Die Saison 1958/59 der Eishockey-Bundesliga war die erste Spielzeit der neu gegründeten höchsten deutschen Eishockeyliga, welche die Oberliga als höchste Spielklasse ablöste. Deutscher Meister wurde der EV Füssen, der damit seinen achten Meistertitel gewinnen und seine Dominanz aus den letzten Oberligajahren fortsetzen konnte. Die ersten Absteiger waren die Düsseldorfer EG und der SC Weßling, die durch den VfL Bad Nauheim und den ESV Kaufbeuren ersetzt wurden.

## Teilnehmer
Für die erste Bundesligasaison qualifizierten sich die jeweils vier bestplatzierten Mannschaften der Oberligen Nord und Süd der Spielzeit 1957/58. Der SC Weßling war mit der Eishockeyabteilung der TSV 1880 Starnberg fusioniert und trat als EG Weßling-Starnberg an.
- EC Bad Tölz
- Düsseldorfer EG
- EV Füssen (Titelverteidiger)
- Krefelder EV
- Preussen Krefeld
- Mannheimer ERC
- SC Riessersee
- EG Weßling-Starnberg

## Modus
Die acht Mannschaften spielten eine Einfachrunde aus, sodass jeder Verein jeweils ein Heim- und ein Auswärtsspiel gegen die übrigen Mannschaften bestritt. Die beiden letztplatzierten Vereine stiegen direkt in die Oberliga ab und wurden durch Meister und Vizemeister dieser Spielklasse ersetzt.

## Abschlusstabelle
|    | Klub                 | Sp | S  | U | N  | Tore    | Punkte |
| -- | -------------------- | -- | -- | - | -- | ------- | ------ |
| 1. | EV Füssen            | 14 | 12 | 2 | 0  | 107:031 | 26:02  |
| 2. | EC Bad Tölz          | 14 | 10 | 0 | 04 | 089:050 | 20:08  |
| 3. | Mannheimer ERC       | 14 | 09 | 0 | 05 | 062:049 | 18:10  |
| 4. | SC Riessersee        | 14 | 07 | 2 | 05 | 089:043 | 16:12  |
| 5. | Preussen Krefeld     | 14 | 07 | 1 | 06 | 073:075 | 15:13  |
| 6. | Krefelder EV         | 14 | 05 | 1 | 08 | 062:059 | 11:17  |
| 7. | Düsseldorfer EG      | 14 | 02 | 0 | 12 | 042:124 | 04:24  |
| 8. | EG Weßling-Starnberg | 14 | 01 | 0 | 13 | 034:117 | 02:26  |

Abkürzungen: Sp = Spiele, S = Siege, U = Unentschieden, N = Niederlagen.

Erläuterungen: Meister, Abstieg

## Ranglisten

### Beste Torschützen
| Spieler        | Team          | Spiele | Tore |
| -------------- | ------------- | ------ | ---- |
| Horst Schuldes | SC Riessersee | 14     | 25   |
| Max Pfefferle  | EV Füssen     | 14     | 18   |
| Xaver Unsinn   | EV Füssen     | 14     | 18   |

### Beste Verteidiger
| Spieler            | Team           | Spiele | Tore |
| ------------------ | -------------- | ------ | ---- |
| Hans Rampf         | EC Bad Tölz    | 14     | 12   |
| Bruno Guttowski    | Mannheimer ERC | 14     | 6    |
| Otto Schneitberger | EC Bad Tölz    | 14     | 5    |

## Kader des Deutschen Meisters
| Deutscher Meister EV Füssen | Torhüter: Karl Fischer, Wilhelm Bechler Verteidiger: Paul Ambros, Martin Beck, Ernst Eggerbauer, Erich Franke, Max Pfefferle Angreifer: Markus Egen, Siegfried Schubert, Georg Guggemos, Xaver Unsinn, Ernst Trautwein, Walter Krötz, Oskar Mayrhans, Leonhard Waitl, Helmut Zanghellini, Ernst Köpf Cheftrainer: Markus Egen (Spielertrainer) |